# Yoshiki Takaya
Yoshiki Takaya (高屋 良樹 Takaya Yoshiki, nacido 21 de febrero de 1960) es un mangaka japonés más conocido por el manga Guyver, el cual fue adaptado a múltiples series, películas, etc. El manga Guyver fue publicado en Shōnen Captain (este a su vez es publicado por la compañía Tokuma Shoten) entre los años 1985 a 1997. Cuando Captain fue cancelado, el manga empezó a ser publicados por Shōnen Ace, publicado por Kadokawa Shoten, quien empezó a publicar nuevamente desde el inicio cada tomo del manga. Hasta el julio de 2006 había 24 tankōbon.
Takaya sin embargo comenzó como artista de manga H bajo el seudónimo Morio Chimi (ちみもりをChimi Moriwo), con varias obras impresas en la revista de manga para adultos Lemon Personas, publicado por Kubo Shoten. El más conocido de ellos es Hades Project Zeorymer, que se adaptó como un cuatro por episodio OVA AIC. También ha publicado cuentos en la antología de manga serie Petit Apple Pie bajo este seudónimo.

## Trabajos

### Como Morio Chimi
- Project Zeorymer (冥王計画ゼオライマー), in Lemon People; de octubre de 1983 a noviembre de 1984, en Monthly Comic Ryū, de junio de 2007 a agosto de 2007
- Ta-ta-ka-e Otō-san (た・た・か・え　お父さん!!), en Lemon People, mayo de 1984
- ALEF, in Lemon People, febrero de 1985
- Cross Fire (クロス・ファイア), 1 volume, abril de 1985 ISBN 4-7659-0214-5, republicado el 7 de octubre de 1990 ISBN 4-7659-0280-3
- Kokoro no Yami ni Ai no Uzu (心の闇に愛の渦), en Lemon People, julio de 1986

### Como Yoshiki Takaya
- Kyōshoku Sōkō Guyver (強殖装甲ガイバー), in Shōnen Captain, 1985-02-18 hasta febrero de 1997, resumido en Shōnen Ace